# Ano-novo japonês

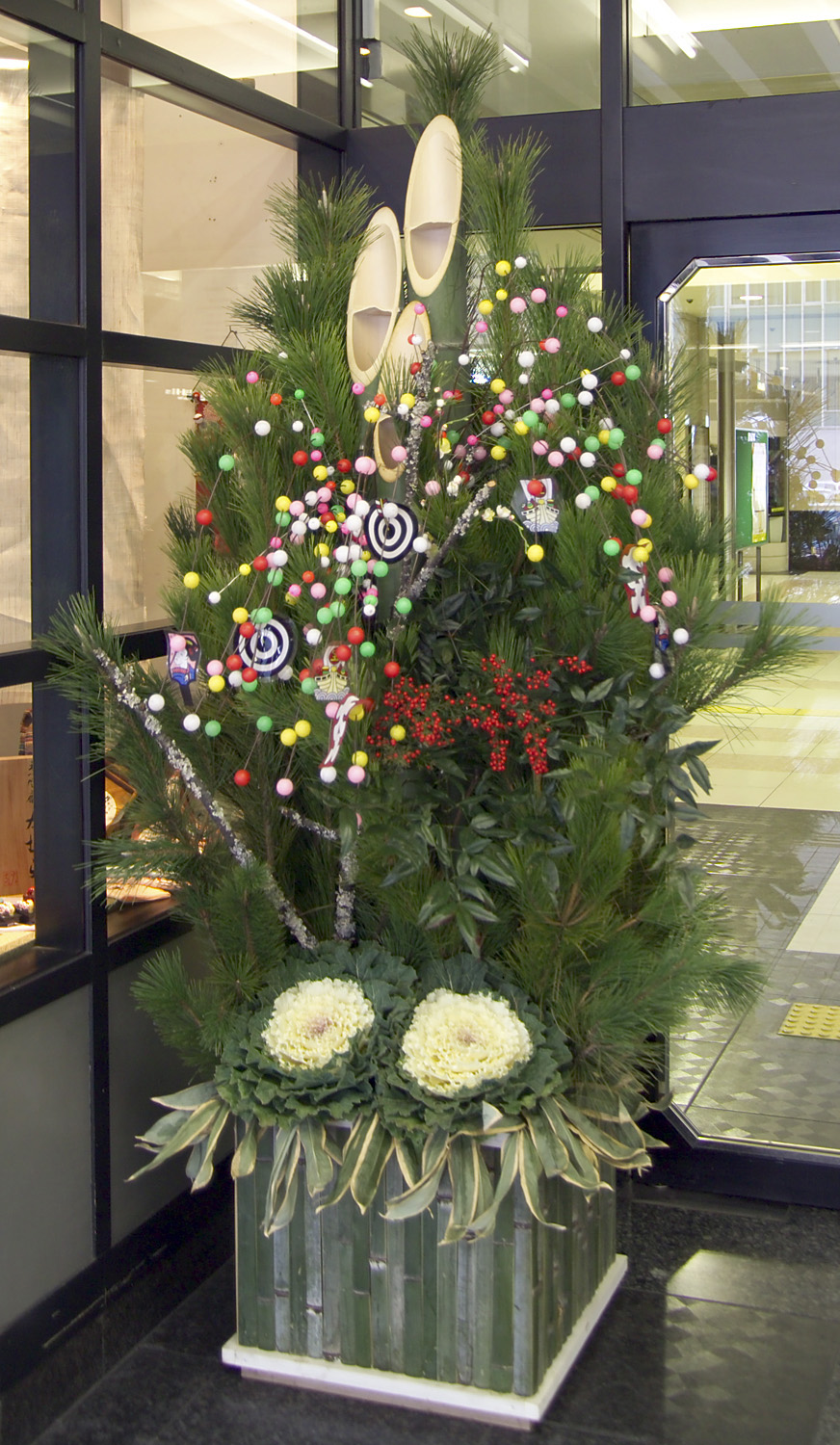
O kadomatsu é uma decoração tradicional no feriado do ano-novo no Japão.

Até 1873, a data do Ano-Novo Japonês (em japonês: 正月, transl. shōgatsu, lit. "o  mês correto") tinha como base o calendário lunar chinês, assim como o Ano-Novo Chinês, Ano-Novo Coreano e o vietnamita são até hoje. Neste ano, no entanto, cinco anos depois da Restauração Meiji, o Japão adotou o calendário gregoriano, de modo que o dia 1 de janeiro é o ano-novo oficial no país. A data é considerada pela maior parte dos japoneses como um dos festival anuais mais importantes, e vem sendo comemorada há séculos de maneira característica. Significa comemoração de um novo ano lunar.